# Bastan (Nive)
Pour les articles homonymes, voir Bastan (homonymie).
Le Bastan est un torrent qui prend sa source en Espagne puis traverse le département des Pyrénées-Atlantiques, et un affluent gauche de la Nive dans le bassin versant de l'Adour.

## Hydronymie
L'hydronyme Bastan est mentionné en 1863 dans le dictionnaire topographique Béarn-Pays basque.

## Géographie
D'une longueur de 12,6 kilomètres en France, il prend naissance sur la commune d'Elizondo (communauté forale de Navarre, Espagne) au confluent des rivières Aritzakungo erreka et Urritzateko erreka.
Il coule du sud-ouest vers le nord-est et se jette dans la Nive à Bidarray (Pyrénées-Atlantiques), à l'altitude 125 mètres.

## Communes et cantons traversés en France
Dans le département des Pyrénées-Atlantiques, le Bastan traverse une commune et un canton, Bidarray (canton de Saint-Étienne-de-Baïgorry).

## Affluents
Le Bastan n'a pas d'affluent référencé en France par le SANDRE.